# Seongnam Korea Expressway Corporation Hi-pass Zenith
Seongnam Korea Expressway Corporation Hi-pass Zenith – żeński zespół piłki siatkowej, występujący w rozgrywkach tej dyscypliny w Korei Południowej. Klub założony został w Seongnam w 1970 roku. 

## Osiągnięcia
Mistrzostwa Korei Południowej:
- 2018,  2023[1]
- 2005, 2006, 2015, 2019
- 2007, 2011, 2012

Puchar KOVO:
- 2011

## Obcokrajowcy w zespole
| Lata gry                  | Imię i nazwisko    | Pozycja     |
| ------------------------- | ------------------ | ----------- |
| 2023-2024                 | Vanja Bukilić      | atakująca   |
| 2023-2023 (od 04.01.2023) | Katherine Bell     | atakująca   |
| 2022-2022 (do 12.2022)    | Katarina Jović     | przyjmująca |
| 2020-2022                 | Kelsie Payne       | atakująca   |
| 2020-2020 (od 17.01.2020) | Dayami Sanchez     | atakująca   |
| 2019-2019 (do 12.2019)    | Sherridan Atkinson | przyjmująca |
| 2018-2019                 | Fatou Diouck       | atakująca   |
| 2017-2018                 | Ivana Nešović      | atakująca   |
| 2016-2017                 | Hillary Hurley     | przyjmująca |
| 2012-2015                 | Nicole Fawcett     | atakująca   |
| 2012                      | Ivana Nešović      | atakująca   |
| 2011-2012                 | Georgina Pinedo    | przyjmująca |
| 2010-2011                 | Sarah Pavan        | atakująca   |
| 2008-2010                 | Milagros Cabral    | przyjmująca |